# Лавинский, Никита Антонович
Никита (Глеб-Никита) Антонович Лавинский (12 августа 1921, Москва — 14 июня 1986, там же) — советский скульптор-монументалист, автор ряда скульптурных произведений, установленных в разных городах России.
Наиболее известной его работой является второй памятник Ивану Сусанину в Костроме.
Участник Великой Отечественной войны, заслуженный художник РСФСР (1976), кавалер ордена «Знак Почёта».
Согласно свидетельствам и материалам, обнародованным в документальном фильме Первого канала «Третий лишний» (2013), родным отцом Лавинского является поэт Владимир Маяковский.

## Биография
Глеб-Никита Лавинский родился 12 августа 1921 года в Москве, в семье мастера русского авангарда, скульптора, живописца, графика, художника-оформителя, архитектора, театрального художника, зампредседателя Московского отделения Союза художников СССР Антона Михайловича Лавинского (1893—1968). Антон Лавинский оформил постановку Мистерии-буфф Владимира Маяковского в театре Всеволода Мейерхольда в Москве (1921), работал в области киноплаката, рекламы, создавал выставочные экспозиции. Является автором павильона СССР на Международной выставке печати в Кёльне (совместно с Л. М. Лисицким, 1928). Снял фильм «Радио» (1927). Мать Глеба-Никиты — художница Елизавета (Лиля) Лавинская (1899—1948). Двойное имя ребёнок получил из-за непреодолимых разногласий родителей по поводу именования мальчика: мать хотела его назвать Никитой, а отец — Глебом, закон в ту пору допускал двойное имя. Во взрослой жизни и в подписи к произведениям скульптор именовался Никита Антонович Лавинский.
О том, что биологическим отцом Глеба-Никиты является Владимир Маяковский, близко познакомившийся с замужней Елизаветой (Лилей) Лавинской в 1920 году во время совместной работы в Окнах сатиры РОСТА, впервые категорично утверждается в документальном фильме «Третий лишний», премьера которого состоялась на Первом канале к 120-летию со дня рождения поэта, 20 июля 2013 года. В фильме данный факт подтверждает также дочь Лавинского Елизавета, опираясь на документы и фотографии семейного архива, свидетельства своего покойного отца, оставившего воспоминания о посещениях их семьи Маяковским и его отношениях с матерью.
О необычном внешнем сходстве Глеба-Никиты с Маяковским задолго до появления документального фильма свидетельствовал литературовед Евгений Гуськов в воспоминаниях о посещении мастерской скульптора в 1965 году:

Никита был действительно чрезвычайно похож на Маяковского. И взгляд, и манеры, и чтение стихов — потрясающий, глубочайший низкий голос… Когда он начинал читать: «Лошадь упала, упала лошадь…» — мы все видели в нём Маяковского. Вероятно, по этому поводу отец его несколько недолюбливал. Антон Лавинский, между прочим, сделал «футуристический гроб» Маяковскому, в котором его похоронили. Они дружили с Маяковским.
— Евгений Гуськов
Участник Великой Отечественной войны. В 1941 году Лавинский, как и большинство его сверстников, ушёл на фронт и прошёл всю войну простым солдатом. Он обладал абсолютным слухом, поэтому служил радистом-«слухачом». Воевал на Закавказском фронте. На фронте впервые женился. Всего был женат трижды.
После Великой Отечественной войны Лавинский окончил Суриковский институт на курсе Николая Васильевича Томского и Александра Терентьевича Матвеева. Дипломная работа — памятник Ивану Сусанину в Костроме, установленный в 1967 году. Это второй памятник герою Костромской земли в областном центре (не путать с монументом Ивану Сусанину В. И. Демут-Малиновского, установленным на центральной площади города в 1851 году). Лавинский является также автором нескольких памятников и бюстов в разных городах России, в том числе памятника Маяковскому. Последней работой скульптора стал бюст Пушкина (ныне — в Государственном историко-литературном музее-заповеднике А. С. Пушкина)
Мастерская Лавинского в Москве по улице Мясковского, 27 в 1960-е — 1970-е годы была местом встреч московской богемы. Сам скульптор жил по адресу ул. Кирова, 21; а с 1970 года — на Брянской ул., 4.
Искусствоведами отмечается, что в творчестве признанного мастера большое место занимают образы писателей, философов, учёных, общественных деятелей.
Награждён орденом «Знак Почёта».
Никита Лавинский скончался 14 июня 1986 года, на 65-м году жизни, похоронен на Кунцевском кладбище.

## Семья
Мать:
1. Елизавета (Лиля) Александровна Лавинская.

Отец:
1. Владимир Владимирович Маяковский

Жёны:
1. Аделаида Лавинская.
2. Майя Лавинская.
3. Августина Антоновна Петрова-Лавинская.
4. Анастасия Андреевна Пустовит.

Дети:
1. Владимир Лавинский (31 мая 1950 — 4 ноября 1996) скульптор, был женат на актрисе Татьяне Кравченко (потом были разведены)[10].
2. Николай Лавинский (род. 1950).
3. Марфа Лавинская (род. 1965).
4. Елизавета Лавинская (род. 2 марта 1970), художник, скульптор, педагог[11].

## Галерея

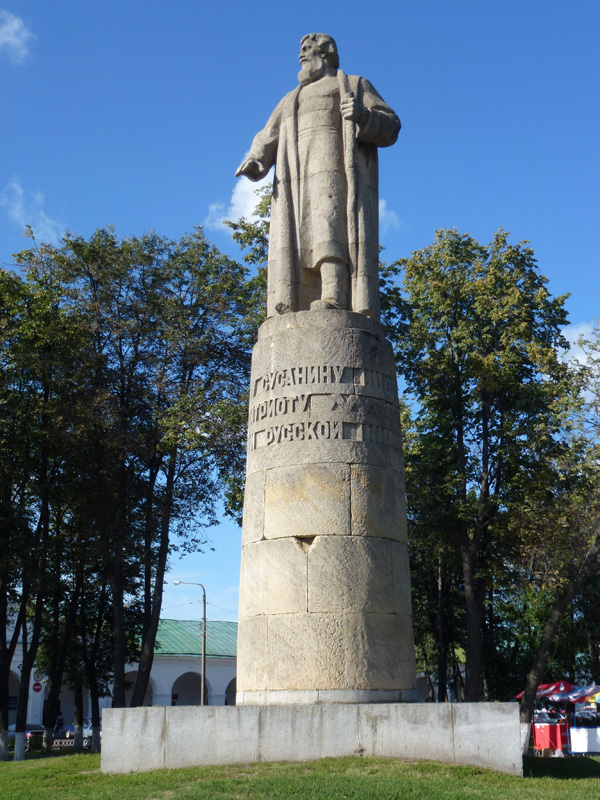
Памятник Ивану Сусанину в Костроме (дипломная работа)
Бюст Пушкина, Музей Пушкина в Больших Вязёмах